# Đội tuyển bóng đá quốc gia Úc
Đội tuyển bóng đá quốc gia Úc (tiếng Anh: Australia national soccer team) là đội tuyển bóng đá nam đại diện Úc tham gia thi đấu quốc tế. Từng là một thành viên của Liên đoàn bóng đá châu Đại Dương nhưng đến năm 2006, Úc đã xin kết nạp làm thành viên của Liên đoàn bóng đá châu Á. Năm 2013, Úc trở thành thành viên chính thức của Liên đoàn bóng đá ASEAN (AFF), nghiễm nhiên trở thành đội tuyển số một khu vực Đông Nam Á cho đến nay. Tuy nhiên do đẳng cấp vượt trội so với các đội tuyển còn lại trong khu vực, Úc chưa từng tham dự ASEAN Championship.
Trong số những thống kê thành tích của đội cho đến năm 2006 có bốn chức vô địch Cúp bóng đá châu Đại Dương giành được ở các năm 1980, 1996, 2000, 2004, hạng 4 Thế vận hội Mùa hè 1992, lọt vào vòng 2 World Cup 2006 và ngôi vị á quân Cúp Liên đoàn các châu lục 1997. Khi chuyển sang châu Á, Úc trở thành một đối trọng mới của những đội tuyển mạnh nhất châu lục này như Nhật Bản, Hàn Quốc, Iran và Ả Rập Xê Út trong việc cạnh tranh suất tham dự FIFA World Cup và chiến đấu cho chức vô địch Asian Cup. Với việc đăng quang kỳ Asian Cup 2015 mà họ là chủ nhà, Úc trở thành đội tuyển đầu tiên và duy nhất từng vô địch ở hai châu lục khác nhau.

## Giải đấu

### Giải vô địch bóng đá thế giới
Khi còn là một thành viên của OFC cho đến năm 2006, Úc chỉ có hai lần tham dự vòng chung kết World Cup vào các năm 1974 và 2006 do các đội tuyển ở khu vực châu Đại Dương chỉ được FIFA trao nửa suất tham dự giải, qua đó phải thi đấu vòng play-off liên lục địa với các đội tuyển mạnh hơn đến từ các châu lục khác, nơi đội thường phải nhận thất bại. Trong hai lần đầu tiên tham dự vòng loại World Cup, Úc để thua Israel tại vòng play-off World Cup 1966 rồi thất bại trước CHDCND Triều Tiên ở vòng loại World Cup 1970. Từ năm 1978 tới 2002, đội thua thêm bốn lần ở các trận play-off liên lục địa. Tuy nhiên, sau khi gia nhập khu vực châu Á - nơi được FIFA trao đến 4,5 suất, Úc đã có bốn lần liên tiếp tham dự World Cup từ năm 2010 cho đến nay. Thành tích tốt nhất của Úc tại các kỳ World Cup là 2 lần lọt vào vòng 16 đội.
| Năm           | Thành tích                    | St                            | T                             | H                             | B                             | Bt                            | Bb                            |
| ------------- | ----------------------------- | ----------------------------- | ----------------------------- | ----------------------------- | ----------------------------- | ----------------------------- | ----------------------------- |
| 1930 đến 1962 | Không phải là thành viên FIFA | Không phải là thành viên FIFA | Không phải là thành viên FIFA | Không phải là thành viên FIFA | Không phải là thành viên FIFA | Không phải là thành viên FIFA | Không phải là thành viên FIFA |
| 1966 đến 1970 | Không vượt qua vòng loại      | Không vượt qua vòng loại      | Không vượt qua vòng loại      | Không vượt qua vòng loại      | Không vượt qua vòng loại      | Không vượt qua vòng loại      | Không vượt qua vòng loại      |
| 1974          | Vòng bảng                     | 3                             | 0                             | 1                             | 2                             | 0                             | 5                             |
| 1978 đến 2002 | Không vượt qua vòng loại      | Không vượt qua vòng loại      | Không vượt qua vòng loại      | Không vượt qua vòng loại      | Không vượt qua vòng loại      | Không vượt qua vòng loại      | Không vượt qua vòng loại      |
| 2006          | Vòng 16 đội                   | 4                             | 1                             | 1                             | 2                             | 5                             | 6                             |
| 2010          | Vòng bảng                     | 3                             | 1                             | 1                             | 1                             | 3                             | 6                             |
| 2014          | Vòng bảng                     | 3                             | 0                             | 0                             | 3                             | 3                             | 9                             |
| 2018          | Vòng bảng                     | 3                             | 0                             | 1                             | 2                             | 2                             | 5                             |
| 2022          | Vòng 16 đội                   | 4                             | 2                             | 0                             | 2                             | 4                             | 6                             |
| 2026          | Vượt qua vòng loại            | Vượt qua vòng loại            | Vượt qua vòng loại            | Vượt qua vòng loại            | Vượt qua vòng loại            | Vượt qua vòng loại            | Vượt qua vòng loại            |
| 2030          | Chưa xác định                 | Chưa xác định                 | Chưa xác định                 | Chưa xác định                 | Chưa xác định                 | Chưa xác định                 | Chưa xác định                 |
| 2034          | Chưa xác định                 | Chưa xác định                 | Chưa xác định                 | Chưa xác định                 | Chưa xác định                 | Chưa xác định                 | Chưa xác định                 |
| Tổng cộng     | Vòng 16 đội                   | 20                            | 4                             | 4                             | 12                            | 17                            | 37                            |

### Cúp Liên đoàn các châu lục
| Năm       | Kết quả                   | St                        | T                         | H                         | B                         | Bt                        | Bb                        |
| --------- | ------------------------- | ------------------------- | ------------------------- | ------------------------- | ------------------------- | ------------------------- | ------------------------- |
| 1992      | Không giành quyền tham dự | Không giành quyền tham dự | Không giành quyền tham dự | Không giành quyền tham dự | Không giành quyền tham dự | Không giành quyền tham dự | Không giành quyền tham dự |
| 1995      | Không giành quyền tham dự | Không giành quyền tham dự | Không giành quyền tham dự | Không giành quyền tham dự | Không giành quyền tham dự | Không giành quyền tham dự | Không giành quyền tham dự |
| 1997      | Á quân                    | 5                         | 2                         | 1                         | 2                         | 4                         | 8                         |
| 1999      | Không giành quyền tham dự | Không giành quyền tham dự | Không giành quyền tham dự | Không giành quyền tham dự | Không giành quyền tham dự | Không giành quyền tham dự | Không giành quyền tham dự |
| 2001      | Hạng ba                   | 4                         | 2                         | 0                         | 2                         | 3                         | 2                         |
| 2003      | Không giành quyền tham dự | Không giành quyền tham dự | Không giành quyền tham dự | Không giành quyền tham dự | Không giành quyền tham dự | Không giành quyền tham dự | Không giành quyền tham dự |
| 2005      | Vòng 1                    | 3                         | 0                         | 0                         | 3                         | 5                         | 10                        |
| 2009      | Không giành quyền tham dự | Không giành quyền tham dự | Không giành quyền tham dự | Không giành quyền tham dự | Không giành quyền tham dự | Không giành quyền tham dự | Không giành quyền tham dự |
| 2013      | Không giành quyền tham dự | Không giành quyền tham dự | Không giành quyền tham dự | Không giành quyền tham dự | Không giành quyền tham dự | Không giành quyền tham dự | Không giành quyền tham dự |
| 2017      | Vòng 1                    | 3                         | 0                         | 2                         | 1                         | 4                         | 5                         |
| Tổng cộng | Á quân                    | 15                        | 4                         | 3                         | 8                         | 16                        | 25                        |

### Cúp bóng đá châu Á
| Năm           | Kết quả                                         | St                                              | T                                               | H                                               | B                                               | Bt                                              | Bb                                              |
| ------------- | ----------------------------------------------- | ----------------------------------------------- | ----------------------------------------------- | ----------------------------------------------- | ----------------------------------------------- | ----------------------------------------------- | ----------------------------------------------- |
| 1956 đến 2004 | Không tham dự, vì không phải thành viên của AFC | Không tham dự, vì không phải thành viên của AFC | Không tham dự, vì không phải thành viên của AFC | Không tham dự, vì không phải thành viên của AFC | Không tham dự, vì không phải thành viên của AFC | Không tham dự, vì không phải thành viên của AFC | Không tham dự, vì không phải thành viên của AFC |
| 2007          | Tứ kết                                          | 4                                               | 1                                               | 2                                               | 1                                               | 7                                               | 5                                               |
| 2011          | Á quân                                          | 6                                               | 4                                               | 1                                               | 1                                               | 13                                              | 2                                               |
| 2015          | Vô địch                                         | 6                                               | 5                                               | 0                                               | 1                                               | 14                                              | 3                                               |
| 2019          | Tứ kết                                          | 5                                               | 2                                               | 1                                               | 2                                               | 6                                               | 4                                               |
| 2023          | Tứ kết                                          | 5                                               | 3                                               | 1                                               | 1                                               | 9                                               | 3                                               |
| 2027          | Vượt qua vòng loại                              | Vượt qua vòng loại                              | Vượt qua vòng loại                              | Vượt qua vòng loại                              | Vượt qua vòng loại                              | Vượt qua vòng loại                              | Vượt qua vòng loại                              |
| Tổng cộng     | Vô địch                                         | 26                                              | 15                                              | 5                                               | 6                                               | 49                                              | 17                                              |

### Cúp bóng đá châu Đại Dương
| Thành tích tại giải | Thành tích tại giải         | Thành tích tại giải         | Thành tích tại giải         | Thành tích tại giải         | Thành tích tại giải         | Thành tích tại giải         | Thành tích tại giải         | Thành tích tại giải         |
| Năm                 | Kết quả                     | Vị trí                      | St                          | T                           | H                           | B                           | Bt                          | Bb                          |
| ------------------- | --------------------------- | --------------------------- | --------------------------- | --------------------------- | --------------------------- | --------------------------- | --------------------------- | --------------------------- |
| 1973                | Không tham dự               | Không tham dự               | Không tham dự               | Không tham dự               | Không tham dự               | Không tham dự               | Không tham dự               | Không tham dự               |
| 1980                | Vô địch                     | 1st                         | 4                           | 4                           | 0                           | 0                           | 24                          | 4                           |
| 1996                | Vô địch                     | 1st                         | 4                           | 3                           | 1                           | 0                           | 14                          | 0                           |
| 1998                | Á quân                      | 2nd                         | 4                           | 3                           | 0                           | 1                           | 23                          | 3                           |
| 2000                | Vô địch                     | 1st                         | 4                           | 4                           | 0                           | 0                           | 26                          | 0                           |
| 2002                | Á quân                      | 2nd                         | 5                           | 4                           | 0                           | 1                           | 23                          | 2                           |
| 2004                | Vô địch                     | 1st                         | 7                           | 6                           | 1                           | 0                           | 32                          | 4                           |
| 2008–nay            | Không còn là thành viên OFC | Không còn là thành viên OFC | Không còn là thành viên OFC | Không còn là thành viên OFC | Không còn là thành viên OFC | Không còn là thành viên OFC | Không còn là thành viên OFC | Không còn là thành viên OFC |
| Tổng cộng           | 4 lần vô địch               | 6/10                        | 28                          | 24                          | 2                           | 2                           | 142                         | 13                          |

### Thế vận hội Mùa hè
- (Nội dung thi đấu dành cho cấp đội tuyển quốc gia cho đến kỳ Đại hội năm 1988)

| 1908–1952 | Không tham dự | Không tham dự | Không tham dự | Không tham dự | Không tham dự | Không tham dự | Không tham dự | Không tham dự | Không tham dự | Không tham dự | Không tham dự | Không tham dự | Không tham dự | Không tham dự |
| 1956      | Tứ kết        | 5th           | 2             | 1             | 0             | 1             | 4             | 4             |               |               |               |               |               |               |
| 1960      | Bỏ cuộc       | Bỏ cuộc       | Bỏ cuộc       | Bỏ cuộc       | Bỏ cuộc       | Bỏ cuộc       | Bỏ cuộc       | Bỏ cuộc       |               |               |               |               |               |               |
| 1964–1984 | Không tham dự | Không tham dự | Không tham dự | Không tham dự | Không tham dự | Không tham dự | Không tham dự | Không tham dự |               |               |               |               |               |               |
| 1988      | Tứ kết        | 7th           | 4             | 2             | 0             | 2             | 2             | 6             |               |               |               |               |               |               |
| Tổng cộng | 2 lần tứ kết  | 2/17          | 6             | 3             | 0             | 3             | 6             | 10            |               |               |               |               |               |               |

## Kết quả

### 2024
| 6 tháng 1 Giao hữu | Bahrain | 0–2      | Úc                              | Abu Dhabi, UAE                                                          |  |
| 18:00 UTC+4        |         | Chi tiết | - Binaddi 36' (l.n.) - Duke 61' | Sân vận động: Sân vận động Baniyas Trọng tài: Mohamed Al-Harmoodi (UAE) |  |

| 13 tháng 1 Bảng B AFC Asian Cup 2023 | Úc                     | 2–0      | Ấn Độ | Al Rayyan, Qatar                                                                                        |  |
| 14:30 UTC+3                          | - Irvine 50' - Bos 73' | Chi tiết |       | Sân vận động: Sân vận động Ahmed bin Ali Lượng khán giả: 35,253 Trọng tài: Yamashita Yoshimi (Nhật Bản) |  |

| 18 tháng 1 Bảng B AFC Asian Cup 2023 | Syria | 0–1      | Úc           | Doha, Qatar                                                                                       |  |
| 14:30 UTC+3                          |       | Chi tiết | - Irvine 59' | Sân vận động: Sân vận động Jassim bin Hamad Lượng khán giả: 10,097 Trọng tài: Adel Al-Naqbi (UAE) |  |

| 23 tháng 1 Bảng B AFC Asian Cup 2023 | Úc                    | 1–1      | Uzbekistan       | Doha, Qatar                                                                                    |  |
| 14:30 UTC+3                          | - Boyle 45+1' (ph.đ.) | Chi tiết | - Turgunboev 78' | Sân vận động: Sân vận động Al Janoub Lượng khán giả: 15,290 Trọng tài: Araki Yusuke (Nhật Bản) |  |

| 28 tháng 1 Vòng 16 đội AFC Asian Cup 2023 | Úc                                                             | 4–0      | Indonesia | Al Rayyan, Qatar                                                                                                   |  |
| 14:30 UTC+3                               | - Baggott 12' (l.n.) - Boyle 45' - Goodwin 89' - Souttar 90+1' | Chi tiết |           | Sân vận động: Sân vận động Jassim bin Hamad Lượng khán giả: 7,863 Trọng tài: Mohammed Abdulla Hassan Mohamed (UAE) |  |

| 2 tháng 2 Tứ kết AFC Asian Cup 2023 | Úc            | 1–2 (s.h.p.) | Hàn Quốc                                            | Al Wakrah, Qatar                                                                           |  |
| 18:30 UTC+3                         | - Goodwin 42' | Chi tiết     | - Hwang Hee-chan 90+6' (ph.đ.) - Son Heung-min 104' | Sân vận động: Sân vận động Al Janoub Lượng khán giả: 39,632 Trọng tài: Ahmed Al-Kaf (Oman) |  |

| 21 tháng 3 Vòng loại FIFA World Cup 2026 | Úc                       | 2–0      | Liban | Sydney, Úc                                                                                      |  |
| 20:10 UTC+11                             | - Baccus 5' - Rowles 54' | Chi tiết |       | Sân vận động: Sân vận động Tây Sydney Lượng khán giả: 27,026 Trọng tài: Khamis Al-Marri (Qatar) |  |

| 26 tháng 3 Vòng loại FIFA World Cup 2026 | Liban | 0–5      | Úc                                                             | Canberra, Úc                                                                                   |  |
| 19:45 UTC+11                             |       | Chi tiết | - Yengi 2' - Jradi 47' (l.n.) - Goodwin 48', 81' - Iredale 68' | Sân vận động: Sân vận động Canberra Lượng khán giả: 25,023 Trọng tài: Mooud Bonyadifard (Iran) |  |

| 6 tháng 6 Vòng loại FIFA World Cup 2026 | Bangladesh | 0–2      | Úc                        | Dhaka, Bangladesh                                                                             |  |
| 16:45 UTC+6                             |            | Chi tiết | - Hrustic 29' - Yengi 62' | Sân vận động: Bashundhara Kings Arena Lượng khán giả: 5,227 Trọng tài: Jansen Foo (Singapore) |  |

| 11 tháng 6 Vòng loại FIFA World Cup 2026 | Úc                                                                        | 5–0    | Palestine | Perth, Úc                                    |  |
| 20:05 UTC+8                              | - Yengi 5' (ph.đ.), 41' - Taggart 26' - Boyle 53' - Irankunda 87' (ph.đ.) | Source |           | Sân vận động: Sân vận động Perth Rectangular |  |

| 5 tháng 9 Vòng loại FIFA World Cup 2026 | Úc | 0–1      | Bahrain              | Gold Coast, Úc                                                                        |  |
| 20:00 UTC+10                            |    | Chi tiết | - Souttar 89' (l.n.) | Sân vận động: Sân vận động Robina Lượng khán giả: 24,644 Trọng tài: Omar Al-Ali (UAE) |  |

| 10 tháng 9 Vòng loại FIFA World Cup 2026 | Indonesia | 0–0      | Úc | Jakarta, Indonesia                                                                                         |  |
| 19:00 UTC+7                              |           | Chi tiết |    | Sân vận động: Sân vận động Gelora Bung Karno Lượng khán giả: 70,059 Trọng tài: Salman Ahmad Falahi (Qatar) |  |

| 10 tháng 10 Vòng loại FIFA World Cup 2026 | Úc                                              | 3–1      | Trung Quốc        | Adelaide, Úc                                                                                           |  |
| 19:40 UTC+10:30                           | - Miller 45+2' - Goodwin 53' - Velupillay 90+2' | Chi tiết | - Xie Wenneng 20' | Sân vận động: Sân vận động Adelaide Oval Lượng khán giả: 46,291 Trọng tài: Nazmi Nasaruddin (Malaysia) |  |

| 15 tháng 10 Vòng loại FIFA World Cup 2026 | Nhật Bản             | 1–1      | Úc                     | Saitama, Nhật Bản                                                                               |  |
| 19:35 UTC+9                               | - Burgess 76' (l.n.) | Chi tiết | - Taniguchi 58' (l.n.) | Sân vận động: Sân vận động Saitama 2002 Lượng khán giả: 58.730 Trọng tài: Ahmed Al-Ali (Kuwait) |  |

| 14 tháng 11 Vòng loại FIFA World Cup 2026 | Úc | 0–0      | Ả Rập Xê Út | Melbourne, Úc                                                                                          |  |
| 20:10 UTC+11                              |    | Chi tiết |             | Sân vận động: Sân vận động Melbourne Rectangular Lượng khán giả: 27.491 Trọng tài: Adel Al-Naqbi (UAE) |  |

| 19 tháng 11 Vòng loại FIFA World Cup 2026 | Bahrain                | 2–2                            | Úc                | Riffa, bahrain                                                                                       |  |
| 18:15 UTC+3                               | - Abduljabbar 75', 77' | Chi tiết (FIFA) Chi tiết (AFC) | - Yengi 1', 90+6' | Sân vận động: Sân vận động Quốc gia Bahrain Lượng khán giả: 6.873 Trọng tài: Ko Hyung-jin (Hàn Quốc) |  |

## Kình địch
Kình địch truyền thống của Úc là đội tuyển láng giềng New Zealand. Lịch sử đối đầu của hai đội bắt đầu từ năm 1922, nơi họ gặp nhau lần đầu tiên trong cả hai trận ra mắt ở đấu trường quốc tế. Sự kình địch giữa Socceroos và All White (New Zealand) là một phần của sự kình địch "thân thiện" rộng lớn hơn giữa hai nước láng giềng Úc và New Zealand, không chỉ áp dụng cho thể thao mà còn cho văn hóa của hai quốc gia. Sự kình địch ngày càng gia tăng khi cả Úc và New Zealand đều là thành viên của OFC, thường xuyên tranh tài trong các trận chung kết Cúp bóng đá châu Đại Dương và các suất tham dự World Cup, nơi chỉ có một đội từ OFC tiến tới vòng play-off World Cup. Kể từ khi Australia rời OFC để gia nhập AFC vào năm 2006, các trận đấu giữa hai đội đã ít thường xuyên hơn. Tuy nhiên, tính cạnh tranh vẫn còn rất lớn, và trận đấu đôi khi nhận được nhiều sự quan tâm của giới truyền thông và công chúng.
Sau khi gia nhập AFC, Úc bắt đầu phát triển sự cạnh tranh với một trong những cường quốc bóng đá của châu Á là Nhật Bản. Sự kình địch bắt đầu tại World Cup 2006, nơi hai đội được xếp vào cùng bảng với nhau do Úc khi ấy còn là một thành viên của OFC. Sự kình địch tiếp tục diễn ra khi hai đội gặp nhau thường xuyên trong các giải đấu khác nhau của AFC, bao gồm cả trận chung kết Cúp bóng đá châu Á 2011 và vòng loại các kỳ World Cup 2010, 2014, 2018 và 2022.
Một đối thủ lớn khác của Úc ở châu Á là Hàn Quốc. Hai đội đã gặp nhau trong ba chiến dịch vòng loại World Cup vào những năm 1970 và kể từ khi gia nhập AFC, họ đã gặp nhau thường xuyên, bao gồm cả chiến thắng của Úc trong trận chung kết Cúp bóng đá châu Á 2015.

## Hình ảnh đội tuyển

### Áo đấu
Bộ quần áo thi đấu đầu tiên của Úc có màu xanh da trời với một chiếc vòng màu hạt dẻ trên tất, màu đại diện cho các bang New South Wales và Queensland, một cái nhìn gợi nhớ đến Đội tuyển bóng bầu dục quốc gia Úc tại thời kỳ này. Họ mặc bộ trang phục chủ yếu là màu xanh lam nhạt cho đến năm 1924 khi họ đổi sang màu xanh lục và vàng.
Úc đã mặc áo thi đấu màu vàng, thường đi kèm với quần đùi màu xanh lá cây và tất màu vàng kể từ những năm 1960. Màu sắc của tất thay đổi trong suốt những năm 1970, 1980 và 1990 từ màu trắng sang màu xanh lục giống quần đùi đến màu vàng giống áo thi đấu. Tính đặc thù này của đồng phục đề cập chính xác đến sự kết hợp của các màu được sử dụng trong đó: mặc dù quốc kỳ của quốc gia có các màu xanh lam, đỏ và trắng, nhưng việc lựa chọn sử dụng các sắc thái của xanh lục và vàng. Đó là bởi vì, không giống như nhiều đội tuyển quốc gia dựa trên màu sắc của lá cờ, đội tuyển Úc sử dụng màu sắc của một loại cây đặc trưng trong nước, cây keo, có lá màu xanh lục và hoa màu vàng làm cơ sở.
Bộ quần áo bóng đá sân khách hiện tại của họ là áo sơ mi màu ngọc lam với sọc vàng ở hai bên áo, quốc huy nằm trên nền hải quân. Nó được đi kèm với quần đùi màu xanh nước biển (cũng có sọc vàng) và tất màu ngọc lam. Bộ dụng cụ của Úc đã được sản xuất bởi các nhà sản xuất bao gồm Umbro, Adidas, KingRoo và kể từ năm 2004 bởi Nike.
Thay vì hiển thị logo của liên đoàn, áo thi đấu của Úc theo truyền thống có quốc huy Úc trên ngực trái. Lần đầu tiên đội mặc màu xanh lá cây và màu vàng truyền thống vào năm 1924. Trang phục thi đấu tại World Cup 1974 của Úc được sản xuất bởi Adidas cũng như tất cả trang phục thi đấu của các đội tuyển quốc gia khác trong giải đấu, với sự tài trợ của Adidas cho sự kiện này. Tuy nhiên, bộ dụng cụ này có nhãn hiệu Umbro, do sự hợp tác của nhà sản xuất với Úc vào thời điểm đó. Nike đã gia hạn hợp đồng sản xuất bộ quần áo bóng đá với FFA cho thêm 11 năm nữa vào năm 2012, trao cho họ quyền sản xuất trang phục thi đấu của đội tuyển quốc gia cho đến năm 2022. Trước thềm World Cup 2014, trang phục thi đấu mới của đội đã được tiết lộ. Thiết kế của bộ quần áo bóng đá mới bao gồm áo sơ mi trơn màu vàng có cổ màu xanh lá cây, quần đùi trơn màu xanh đậm và tất trắng, để tưởng nhớ đến 1974 Socceroos. Bên trong gáy còn có thêu dòng trích dẫn, "Chúng tôi Socceroos có thể làm điều không thể", từ Peter Wilson, đội trưởng của đội tuyển Úc năm 1974. Bộ đồng phục này đã được đón nhận nồng nhiệt. Vào tháng 3 năm 2016, FFA tiết lộ bộ đồ bóng đá mới của Socceroos, trong đó có áo thi đấu màu vàng, quần đùi màu vàng và tất màu xanh lá cây. Điều này được cho là phù hợp với chỉ thị của FIFA, hướng dẫn tất cả các đội tuyển quốc gia mặc áo sơ mi và quần đùi đồng bộ. Bộ quần áo này đã vấp phải sự tranh cãi rộng rãi của công chúng, chủ yếu là do sự thay đổi màu sắc của quần soóc so với màu truyền thống xanh sang vàng.

#### Nhà cung cấp trang phục
| Nhà cung cấp trang phục | Giai đoạn | Ghi chú                                                                          |
| ----------------------- | --------- | -------------------------------------------------------------------------------- |
| Umbro                   | 1974–1983 | Áo đấu tại FIFA World Cup 1974 được sản xuất bởi Adidas nhưng để logo của Umbro. |
| Adidas                  | 1983–1989 |                                                                                  |
| Kingroo                 | 1990–1993 |                                                                                  |
| Patrick                 | 1993      |                                                                                  |
| Adidas                  | 1993–2004 |                                                                                  |
| Nike                    | 2004–nay  | Thoả thuận kết thúc vào năm 2023.                                                |

### Biệt danh

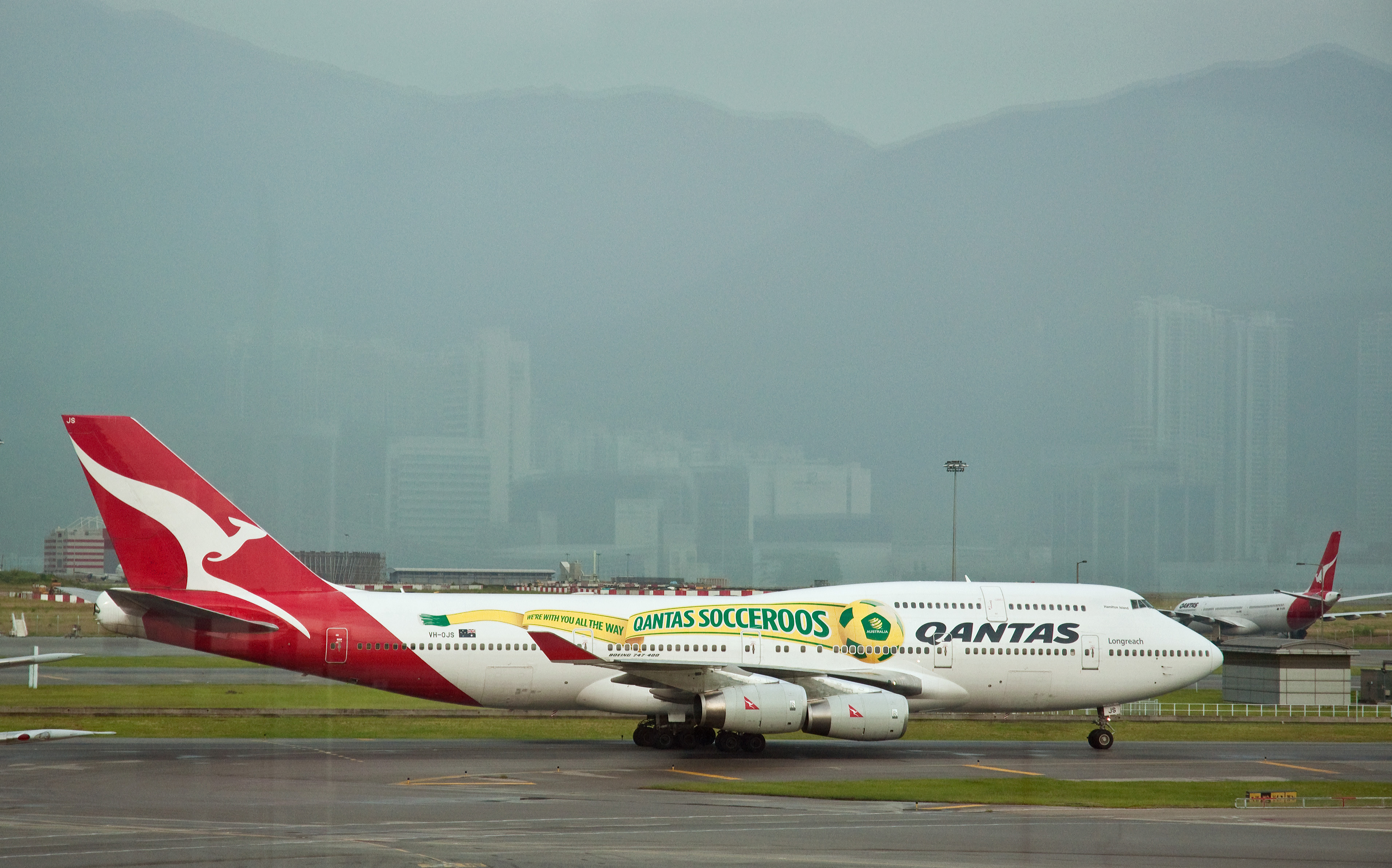
Biểu tượng Socceroos trên một chiếc Qantas 747–400

Biệt danh của Úc, "Socceroos", được đặt ra vào năm 1967 bởi nhà báo Sydney Tony Horstead trong bài đưa tin về đội của ông trong chuyến đi thiện chí đến miền Nam Việt Nam trong Chiến tranh Việt Nam. Nó thường được sử dụng bởi cả người dân Úc và cơ quan quản lý bóng đá của họ, FFA. Biệt hiệu thể hiện xu hướng văn hóa sử dụng các từ ngữ thông tục trong nước. Nó cũng đại diện cho việc sử dụng tiếng Anh của người Úc đối với tên của môn thể thao này.
Bản thân cái tên này cũng giống với hầu hết các biệt danh khác của đội thể thao đại diện quốc gia Úc; được sử dụng một cách không chính thức khi đề cập đến đội, trên các phương tiện truyền thông hoặc trong cuộc trò chuyện. Tương tự, cái tên này có nguồn gốc từ một biểu tượng nổi tiếng của Úc, trong trường hợp này là con kangaroo. Các từ soccer và kangaroo được kết hợp thành một từ portmanteau là football-roo ; chẳng hạn như Olyroos cho đội bóng đá Olympic Australia hoặc Hockeyroos cho đội khúc côn cầu nữ quốc gia Australia .

## Cầu thủ
Đây là đội hình đã hoàn thành vòng loại AFC Asian Cup 2027.

Số liệu thống kê tính đến ngày 11 tháng 6 năm 2024 sau trận gặp Palestine.

| Số | VT | Cầu thủ                     | Ngày sinh (tuổi)  | Trận | Bàn | Câu lạc bộ               |
| -- | -- | --------------------------- | ----------------- | ---- | --- | ------------------------ |
| 1  | TM | Paul Izzo                   | 6 tháng 1, 1995   | 0    | 0   | Melbourne Victory        |
| 12 | TM | Lawrence Thomas             | 9 tháng 5, 1992   | 1    | 0   | Western Sydney Wanderers |
| 18 | TM | Joe Gauci                   | 4 tháng 7, 2000   | 4    | 0   | Aston Villa              |
|    |    |                             |                   |      |     |                          |
| 2  | HV | Gethin Jones                | 13 tháng 10, 1995 | 6    | 0   | Bolton Wanderers         |
| 3  | HV | Ryan Strain                 | 2 tháng 4, 1997   | 6    | 0   | St Mirren                |
| 5  | HV | Jordan Bos                  | 29 tháng 10, 2002 | 15   | 1   | Westerlo                 |
| 13 | HV | Alessandro Circati          | 10 tháng 10, 2003 | 2    | 0   | Parma                    |
| 16 | HV | Aziz Behich                 | 16 tháng 12, 1990 | 71   | 2   | Melbourne City           |
| 19 | HV | Harry Souttar               | 22 tháng 10, 1998 | 30   | 11  | Leicester City           |
| 21 | HV | Cameron Burgess             | 21 tháng 10, 1995 | 9    | 0   | Ipswich Town             |
|    | HV | Kye Rowles                  | 24 tháng 6, 1998  | 21   | 1   | Heart of Midlothian      |
|    |    |                             |                   |      |     |                          |
| 8  | TV | Connor Metcalfe             | 5 tháng 11, 1999  | 23   | 0   | St. Pauli                |
| 10 | TV | Ajdin Hrustic               | 5 tháng 7, 1996   | 27   | 4   | Heracles Almelo          |
| 14 | TV | Cameron Devlin              | 7 tháng 6, 1998   | 4    | 0   | Heart of Midlothian      |
| 17 | TV | Keanu Baccus                | 7 tháng 6, 1998   | 19   | 1   | Mansfield Town           |
| 22 | TV | Jackson Irvine (đội trưởng) | 7 tháng 3, 1993   | 70   | 11  | St. Pauli                |
| 23 | TV | Josh Nisbet                 | 15 tháng 6, 1999  | 2    | 0   | Central Coast Mariners   |
|    |    |                             |                   |      |     |                          |
| 4  | TĐ | Apostolos Stamatelopoulos   | 9 tháng 4, 1999   | 1    | 0   | Newcastle Jets           |
| 6  | TĐ | Martin Boyle                | 25 tháng 4, 1993  | 29   | 9   | Hibernian                |
| 7  | TĐ | Mathew Leckie               | 4 tháng 2, 1991   | 79   | 14  | Melbourne City           |
| 9  | TĐ | Adam Taggart                | 2 tháng 6, 1993   | 19   | 7   | Perth Glory              |
| 11 | TĐ | Kusini Yengi                | 15 tháng 1, 1999  | 8    | 4   | Portsmouth               |
| 15 | TĐ | Daniel Arzani               | 4 tháng 1, 1999   | 7    | 1   | Melbourne Victory        |
| 20 | TĐ | Nestory Irankunda           | 9 tháng 2, 2006   | 2    | 1   | Adelaide United          |
|    | TĐ | Mitch Duke                  | 18 tháng 1, 1991  | 40   | 12  | Machida Zelvia           |

### Từng được triệu tập
Các cầu thủ dưới đây từng được triệu tập trong vòng 12 tháng.
| Vt | Cầu thủ                  | Ngày sinh (tuổi)  | Số trận | Bt | Câu lạc bộ               | Lần cuối triệu tập                 |
| -- | ------------------------ | ----------------- | ------- | -- | ------------------------ | ---------------------------------- |
| TM | Mathew Ryan (đội trưởng) | 8 tháng 4, 1992   | 93      | 0  | AZ                       | v. Liban, 26 March 2024            |
| TM | Tom Glover               | 24 tháng 12, 1997 | 0       | 0  | Middlesbrough            | v. Liban, 26 March 2024            |
| TM | Ashley Maynard-Brewer    | 25 tháng 6, 1999  | 0       | 0  | Charlton Athletic        | v. Palestine, 21 November 2023     |
| TM | Andrew Redmayne          | 13 tháng 1, 1989  | 4       | 0  | Sydney FC                | v. New Zealand, 18 October 2023    |
|    |                          |                   |         |    |                          |                                    |
| HV | Nathaniel Atkinson       | 13 tháng 6, 1999  | 13      | 0  | Heart of Midlothian      | v. Liban, 26 March 2024            |
| HV | Thomas Deng              | 20 tháng 3, 1997  | 4       | 0  | Albirex Niigata          | v. Liban, 26 March 2024            |
| HV | Joel King                | 30 tháng 10, 2000 | 4       | 0  | Sydney FC                | v. Liban, 26 March 2024            |
| HV | Lewis Miller             | 24 tháng 8, 2000  | 6       | 0  | Hibernian                | v. Liban, 21 March 2024 INJ        |
| HV | Miloš Degenek            | 28 tháng 4, 1994  | 45      | 1  | Red Star Belgrade        | v. New Zealand, 18 October 2023    |
| HV | Gianni Stensness         | 7 tháng 2, 1999   | 2       | 0  | Viking                   | v. Argentina, 15 June 2023         |
|    |                          |                   |         |    |                          |                                    |
| TV | Patrick Yazbek           | 5 tháng 4, 2002   | 1       | 0  | Viking                   | v. Liban, 26 March 2024            |
| TV | Riley McGree             | 2 tháng 11, 1998  | 25      | 1  | Middlesbrough            | v. Liban, 21 March 2024 INJ        |
| TV | Aiden O'Neill            | 4 tháng 7, 1998   | 13      | 0  | Standard Liège           | v. Hàn Quốc, 3 February 2024       |
| TV | Massimo Luongo           | 25 tháng 9, 1992  | 45      | 6  | Ipswich Town             | v. Palestine, 21 November 2023 RET |
| TV | Alexander Robertson      | 17 tháng 4, 2003  | 2       | 0  | Portsmouth               | v. New Zealand, 18 October 2023    |
| TV | Denis Genreau            | 21 tháng 5, 1999  | 6       | 0  | Toulouse                 | v. México, 9 September 2023        |
|    |                          |                   |         |    |                          |                                    |
| TĐ | Craig Goodwin            | 16 tháng 12, 1991 | 25      | 6  | Al-Wehda                 | v. Liban, 26 March 2024            |
| TĐ | Brandon Borrello         | 25 tháng 7, 1995  | 11      | 2  | Western Sydney Wanderers | v. Liban, 26 March 2024            |
| TĐ | Bruno Fornaroli          | 7 tháng 9, 1987   | 7       | 0  | Melbourne Victory        | v. Liban, 26 March 2024            |
| TĐ | Samuel Silvera           | 25 tháng 10, 2000 | 6       | 0  | Middlesbrough            | v. Liban, 26 March 2024            |
| TĐ | John Iredale             | 1 tháng 8, 1999   | 2       | 1  | SV Wehen Wiesbaden       | v. Liban, 26 March 2024            |
| TĐ | Marco Tilio              | 23 tháng 8, 2001  | 9       | 0  | Melbourne City           | v. Hàn Quốc, 3 February 2024       |
| TĐ | Jamie Maclaren           | 29 tháng 7, 1993  | 32      | 11 | Melbourne City           | v. Palestine, 21 November 2023     |
| TĐ | Awer Mabil               | 15 tháng 9, 1995  | 33      | 9  | Grasshoppers             | v. New Zealand, 18 October 2023    |
| TĐ | Mohamed Toure            | 26 tháng 3, 2004  | 1       | 0  | Paris FC                 | v. New Zealand, 18 October 2023    |
| TĐ | Nicholas D'Agostino      | 25 tháng 2, 1998  | 3       | 0  | Viking                   | v. México, 9 September 2023        |

### Kỷ lục

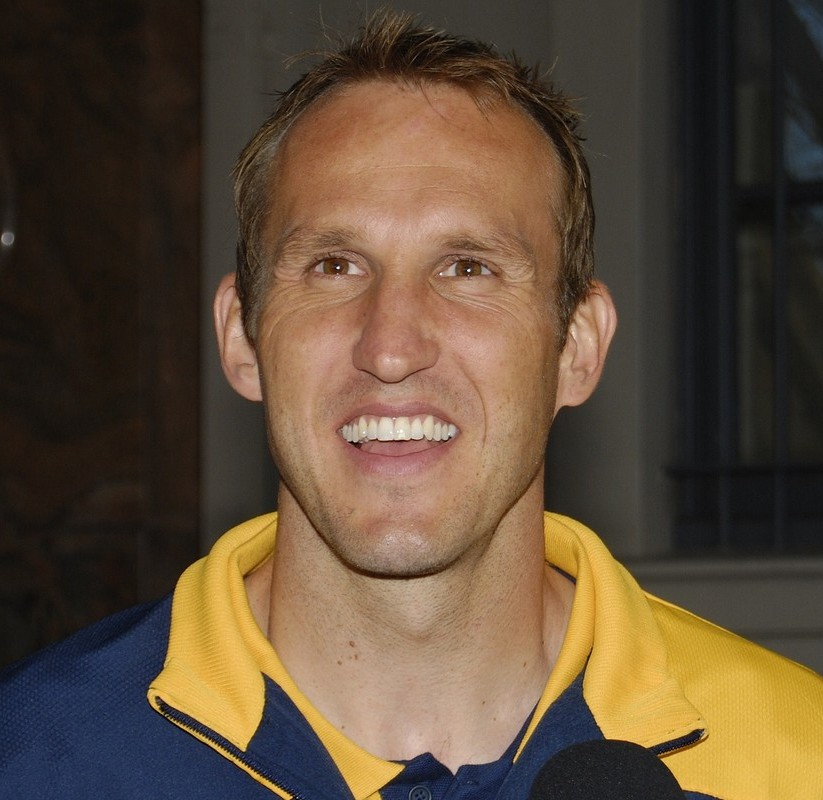
Mark Schwarzer là cầu thủ khoác áo nhiều nhất với 109 trận.

Tính đến 11 tháng 6 năm 2024, 10 cầu thủ khoác áo đội tuyển Úc nhiều lần nhất là:
| # | Họ tên         | Năm thi đấu | Số trận | Số bàn thắng |
| - | -------------- | ----------- | ------- | ------------ |
| 1 | Mark Schwarzer | 1993–2013   | 109     | 0            |
| 2 | Tim Cahill     | 2004–2018   | 108     | 50           |
| 3 | Lucas Neill    | 1996–2013   | 96      | 1            |
| 4 | Brett Emerton  | 1998–2012   | 95      | 20           |
| 5 | Mathew Ryan    | 2012–       | 93      | 0            |
| 6 | Alex Tobin     | 1988–1998   | 87      | 2            |
| 7 | Paul Wade      | 1986–1996   | 84      | 10           |
| 7 | Mark Bresciano | 2001–2015   | 84      | 13           |
| 8 | Luke Wilkshire | 2004–2014   | 80      | 8            |
| 8 | Mark Milligan  | 2006–2019   | 80      | 6            |

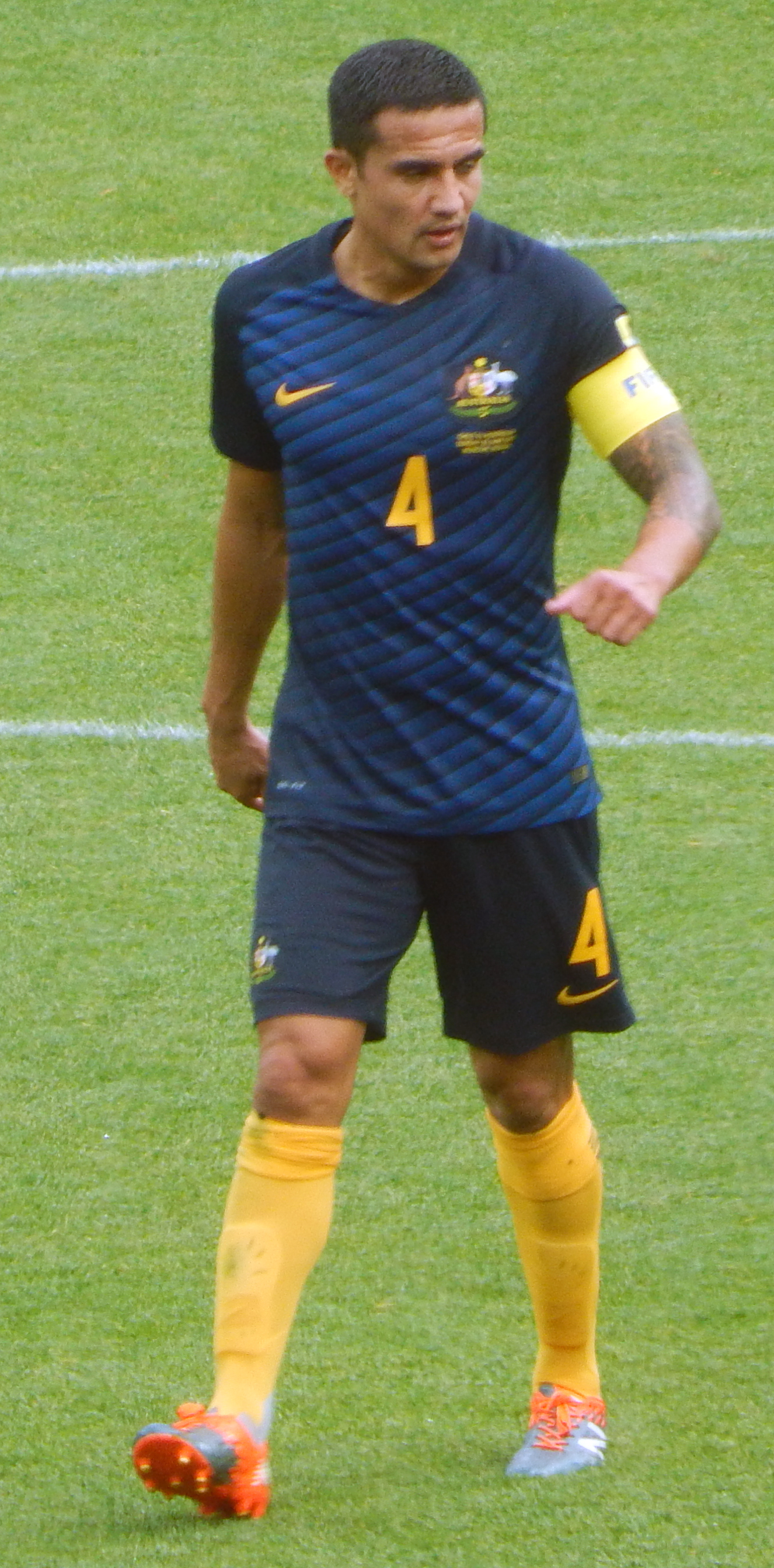
Tim Cahill là cầu thủ ghi nhiều bàn thắng nhất với 50 bàn.

Tính đến 20 tháng 11 năm 2018, 10 cầu thủ ghi nhiều bàn thắng nhất cho đội tuyển Úc là:
| #  | Họ tên          | Năm thi đấu | Số bàn thắng | Số trận |
| -- | --------------- | ----------- | ------------ | ------- |
| 1  | Tim Cahill      | 2004–2018   | 50           | 108     |
| 2  | Damian Mori     | 1992–2002   | 29           | 45      |
| 3  | Archie Thompson | 2001–2013   | 28           | 53      |
| 4  | John Aloisi     | 1997–2008   | 27           | 55      |
| 5  | John Kosmina    | 1977–1988   | 25           | 60      |
| 5  | Attila Abonyi   | 1967–1977   | 25           | 61      |
| 7  | David Zdrilić   | 1997–2005   | 20           | 30      |
| 7  | Brett Emerton   | 1998–2012   | 20           | 95      |
| 7  | Mike Jedinak    | 2008–2018   | 20           | 79      |
| 10 | Graham Arnold   | 1985–1997   | 19           | 56      |

## Huấn luyện viên
| Tên                                          | Giai đoạn | Số trận | Thắng | Hoà | Bại | Danh hiệu |
| -------------------------------------------- | --------- | ------- | ----- | --- | --- | --- |
| Tiko Jelisavcic                              | 1965      | 6       | 3     | 0   | 3   | |
| Joe Vlatsis                                  | 1967-1969 | 23      | 13    | 7   | 3   | |
| Ralé Rasic                                   | 1970-1974 | 31      | 16    | 9   | 6   | Vòng 1 Giải vô địch bóng đá thế giới 1974 |
| Brian Green                                  | 1976      | 2       | 2     | 0   | 0   | |
| Jim Shoulder                                 | 1976-1978 | 25      | 10    | 7   | 8   | |
| Rudi Gutendorf                               | 1979-1981 | 18      | 3     | 8   | 7   | Vô địch Cúp bóng đá châu Đại Dương 1980 |
| Les Scheinflug                               | 1981-1983 | 12      | 8     | 1   | 3   | |
| Frank Arok                                   | 1983-1989 | 46      | 21    | 14  | 11  | |
| Les Scheinflug (thay Frank Arok vắng mặt)    | 1983      | 4       | 3     | 0   | 1   | |
| Les Scheinflug                               | 1990      | 1       | 1     | 0   | 0   | |
| Eddie Thomson                                | 1990-1996 | 56      | 26    | 11  | 19  | Vô địch Cúp bóng đá châu Đại Dương 1996 |
| Les Scheinflug (thay Eddie Thomson vắng mặt) | 1992      | 3       | 2     | 1   | 0   | |
| Vic Fernandez (thay Eddie Thomson vắng mặt)  | 1992      | 2       | 1     | 0   | 1   | |
| Les Scheinflug (thay Eddie Thomson vắng mặt) | 1994      | 1       | 1     | 0   | 0   | |
| Raul Blanco (tạm quyền)                      | 1996      | 2       | 2     | 0   | 0   | |
| Terry Venables                               | 1997-1998 | 23      | 15    | 3   | 5   | Hạng nhì Cúp Liên đoàn các châu lục 1997 |
| Raul Blanco (tạm quyền)                      | 1998-1999 | 5       | 3     | 1   | 1   | Hạng nhì Cúp bóng đá châu Đại Dương 1998 |
| Frank Farina                                 | 1999-2005 | 58      | 34    | 9   | 15  | Vô địch Cúp bóng đá châu Đại Dương 2000 Hạng ba Cúp Liên đoàn các châu lục 2001 Hạng nhì Cúp bóng đá châu Đại Dương 2002 Vô địch Cúp bóng đá châu Đại Dương 2004 Vòng 1 Cúp Liên đoàn các châu lục 2005 |
| Guus Hiddink                                 | 2005-2006 | 13      | 8     | 2   | 3   | Vòng 2 Giải vô địch bóng đá thế giới 2006 |
| Graham Arnold                                | 2006-2007 | 12      | 5     | 3   | 4   | Tứ kết Cúp bóng đá châu Á 2007 |
| Rob Baan (tạm quyền)                         | 2007      | 1       | 1     | 0   | 0   | |
| Pim Verbeek                                  | 2008-2010 | 33      | 18    | 9   | 6   | Vòng 1 Giải vô địch bóng đá thế giới 2010 |
| Han Berger (tạm quyền)                       | 2010      | 1       | 0     | 0   | 1   | |
| Holger Osieck                                | 2010-2013 | 44      | 23    | 10  | 11  | Á quân Cúp bóng đá châu Á 2011 |
| Aurelio Vidmar (tạm quyền)                   | 2013      | 1       | 1     | 0   | 0   | |
| Ange Postecoglou                             | 2013-2017 | 49      | 22    | 12  | 15  | Vòng 1 Giải vô địch bóng đá thế giới 2014 Vô địch Cúp bóng đá châu Á 2015 Vòng 1 Cúp Liên đoàn các châu lục 2017                                                                                        |
| Bert van Marwijk                             | 2018      | 7       | 2     | 2   | 3   | Vòng 1 Giải vô địch bóng đá thế giới 2018 |
| Graham Arnold                                | 2018-nay  | 20      | 15    | 2   | 3   | Tứ kết Cúp bóng đá châu Á 2019 |